# Adamsit-(Y)
Adamsit-(Y) (Grice & al., 2000), chemický vzorec NaY(CO3)2·6H2O, je trojklonný minerál. Struktura tohoto minerálu je vrstevnatá, kde jedna uhličitanová skupina je kolmá a druhá leží rovnoběžně s vrstvami. V krystalové struktuře jsou tedy dvě NaYCO3 skupiny. Odděleny jsou mezi sebou vrstvami H2O, které jsou vázáné vodíkovým můstkem, což má za následek dokonalou štěpnost.

Původ jména: Frank Dawson Adams (1859-1942) profesor na McGill University, Montreal, Quebec, Kanada.

## Vznik
Hydrotermální původ – nízkoteplotní fáze tuhnutí, vyplňuje dutinky v alkalickém pegmatitu.

## Morfologie
Tvoří zploštělé destičkovité, jehličkovité nebo vláknité krystaly shluklé do skupin. Krystaly jsou až 2,5 cm dlouhé, protažené podle [001] a zploštělé podle (001) a tvoří radiálně paprsčité agregáty.

## Vlastnosti
- Fyzikální vlastnosti: Tvrdost 3, hustota 2,27 g/cm³, štěpnost dokonalá podle {001}, dobrá podle {100} a {010}, křehký.
- Optické vlastnosti: Barva: bezbarvý, bílá nebo světle růžová, vzácně světle purpurová. Průhledný až průsvitný, lesk skelný až perleťový, vryp bílý.
- Chemické vlastnosti: Složení: Na 6,68 %, Y 18,08 %, H 3,51 %, C 6,98 %, O 55,77 %, zbytek do 100 % tvoří Gd, Dy, Er.
- Další vlastnosti: Radioaktivní, 201 Bq/g

## Naleziště
Známý z jediného naleziště.
- Poudrette quarry (Mont Saint Hilaire), Québec, Kanada